# Serafin Wyricki
Serafin, imię świeckie: Wasilij Nikołajewicz Murawjow (ur. 1 kwietnia?/13 kwietnia 1866, wieś Wachromiejewo, ujezd rybinski, gubernia jarosławska, zm. 3 kwietnia 1949 w Wyricy) – rosyjski duchowny prawosławny, święty mnich.

## Życiorys

### Życie świeckie
Pochodził z chłopskiej rodziny Michaiła i Chionii Murawjowów. Miał młodszą siostrę Olgę. W wieku dziesięciu lat, po śmierci ojca wyjechał do pracy do Petersburga, gdzie został zatrudniony w sklepie. We własnym zakresie nauczył się czytania i pisania, dzięki czemu w wieku szesnastu lat mógł zostać młodszym, a następnie starszym subiektem. W tym czasie Wasilij Murawjow postanowił zostać mnichem, jednak w czasie spotkania ze schimnichem z Ławry św. Aleksandra Newskiego usłyszał, iż powinien ożenić się, wychować dzieci i dopiero później, w porozumieniu z małżonką, złożyć podobnie jak ona śluby mnisze. Uznał tę radę za proroctwo i w związku z tym w 1894 r. ożenił się z młodszą o siedem lat Olgą Nietroniną, którą znał od dzieciństwa. Po ślubie Wasilij Murawjow założył własne przedsiębiorstwo futrzarskie i zyskał znaczny majątek. W latach 1900–1906 r. żył z małżonką w domu na ulicy Gorochowej w centrum Petersburga, przy której jego firma prowadziła również dwa sklepy. W 1907 r. przeprowadził się do nowo kupionego domu w Tiarlewie w pobliżu Carskiego Sioła. Mieszkał tam do 1913 r., gdy wrócił do Petersburga i zamieszkał w domu w zaułku Apraksinskim, również w historycznym centrum Petersburga. Jego roczny dochód przekraczał 90 tys. rubli. Część swoich dochodów przekazywał na cele dobroczynne oraz na wsparcie monasterów i cerkwi prawosławnych. Od 1905 r. był członkiem Jarosławskiego Towarzystwa Dobroczynnego. 
W małżeństwie Murawjowów urodziło się dwoje dzieci: syn Nikołaj i córka Olga, która zmarła jako roczne dziecko. Po tym wydarzeniu Murawjowowie zrezygnowali ze współżycia małżeńskiego.

### Życie w Ławrze św. Aleksandra Newskiego
Według żywota świętego opublikowanego w 1990 w Sankt-Pietierburgskich jeparchialnych wiedomostiach wstąpił on do Ławry św. Aleksandra Newskiego przed 1920, w tymże roku złożył wieczyste śluby mnisze z imieniem Barnaba. W 1927 złożył śluby wielkiej schimy, zmieniając imię mnisze na Serafin. Inni autorzy są zdania, iż wstąpienie przez niego do monasteru poprzedziło kilka pielgrzymek, w tym dłuższy pobyt na Athosie, po którym zdecydował się jednak na powrót do Rosji, gdzie spotkał się z Janem Kronsztadzkim. Nie jest pewne, czy w momencie ponownego przyjazdu do ojczyzny był już mnichem. Według Lidii Sokołowej Wasilij Murawjow przed 1920 r. postanowił zlikwidować swoje przedsiębiorstwo, wyprzedał majątek i w tymże roku został przyjęty do Ławry Aleksandra Newskiego jako posłusznik. W tym samym roku do monasteru Zmartwychwstania Pańskiego w Petersburgu wstąpiła jego żona. Zdaniem Sokołowej małżonkowie mogli podjąć decyzję o rozstaniu i wstąpieniu do klasztorów, przekonani o tym, że zawiedli jako rodzice - ich syn Nikołaj przeszedł z prawosławia na katolicyzm, porzucił służbę wojskową i utrzymywał się z przypadkowych, dorywczych prac.
Równie mało danych przetrwało nt. jego działalności w okresie między rokiem 1917 a 1927, gdy na pewno był już spowiednikiem wspólnoty Ławry św. Aleksandra Newskiego. Duchowny cieszył się ogromnym szacunkiem wśród mnichów Ławry, stał się również duchowym autorytetem dla wiernych, którzy przybywali do monasteru w celu rozmowy z nim, uzyskania duchowej rady i modlitwy. Serafinowi zaczęto przypisywać dar jasnowidzenia.

### Życie po zamknięciu Ławry
W 1929, po zamknięciu Ławry św. Aleksandra Newskiego, schihieromnich Serafin był kilkakrotnie aresztowany, przebywał w łagrach. Ostatecznie, w 1933, zezwolono mu na samotne zamieszkanie w Wyricy k. Leningradu z uwagi na zły stan zdrowia. Żyjąc w Wyricy, uważany za świętego starca mnich ponownie zaczął przyjmować w swoim domu wiernych poszukujących u niego pomocy duchowej, modlitwy i rady, zwracano się do niego również z prośbami o uzdrowienie. Stan fizyczny duchownego był cały czas bardzo zły. Serafin przyjmował gości, stale leżąc w łóżku, wiele razy nie był nawet w stanie rozmawiać z ludźmi, prosił jedynie o zapisywanie adresowanych do niego próśb na kartkach, na których następnie zapisywał swoje odpowiedzi.
Duchowny nie zaprzestał swojej działalności w czasie okupacji Wyricy przez wojska hitlerowskie. Był kilkakrotnie odwiedzany przez niemieckich wojskowych, którym jednoznacznie przepowiadał klęskę III Rzeszy w walce z ZSRR. W intencji zwycięstwa Armii Czerwonej podjął również dodatkowe umartwienia: naśladując swojego patrona, św. Serafina z Sarowa, przez tysiąc nocy modlił się, klęcząc na kamieniu. W 1944 starca kilkakrotnie odwiedził metropolita leningradzki Aleksy (Simanski), którego działalność Serafin pobłogosławił, przepowiedział również objęcie przez niego tronu patriarchy Moskwy i całej Rusi.
Działalność starca hieroschimnich Serafin prowadził do swojej śmierci, która nastąpiła w 1949 po dłuższej chorobie. Duchowny został pochowany przy cerkwi Kazańskiej Ikony Matki Bożej w Wyricy.

## Kanonizacja
W 2001 schihieromnich Serafin został uznany za świętego.